# Acide sulfénique

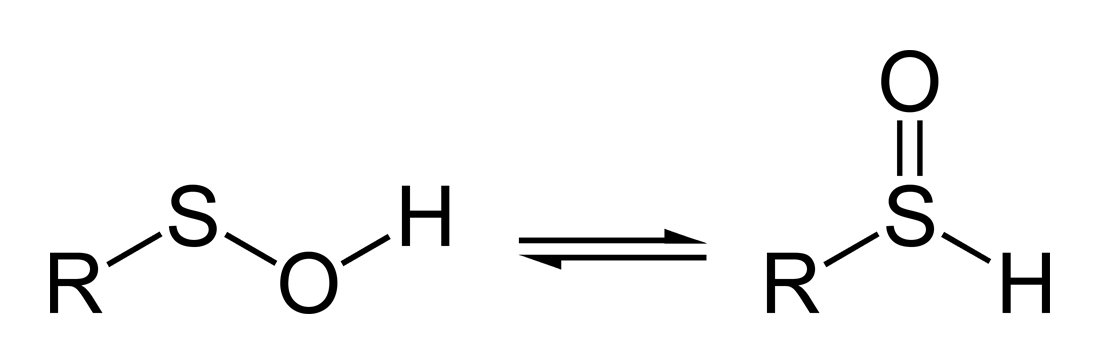
Les acides sulféniques présentent un tautomérisme dans lequel la structure à gauche prédomine.

Un acide sulfénique est un composé organosulfuré de formule RSOH avec R ≠ H. Ces acides sont généralement instables. Un exemple d'acide sulfénique est l'acide benzènesulfénique Ph-SOH.
Le terme sulfényl dans la nomenclature organique dénote la présence du groupe RS (avec R ≠ H) ; par exemple, un arylsulfénylpyrrole Ar-S-Py. Il est synonyme du radical thio ou sulfanyl. Ainsi, par exemple, le chlorure d'un acide sulfénique comme l'acide benzènesulfénique Ph-SOH, s'appelle bien un chlorure de sulfényle comme le chlorure de benzènesulfényle Ph-SCl.
Des acides sulféniques résultent de la décomposition enzymatique de l'allicine et des composés apparentés issus de dommages tissulaires fait à l'ail, les oignons et d'autres plantes du genre Allium.